# Wolf Dietrich Arnold von Witzleben
Wolf Dietrich Arnold von Witzleben (* 8. Januar 1627 in Herrengosserstedt; † 17. April 1684 in Wolmirstedt) war kursächsischer Obersteuereinnehmer in Thüringen und Erbadministrator der Klosterschule Roßleben.

## Leben
Wolf von Witzleben entstammte dem Adelsgeschlecht von Witzleben. Er war ein Sohn des Philipp Heinrich von Witzleben zum Wendelstein (1584–1638) und seiner Frau Sabine Elisabeth, geb. von Wangenheim (* 1594). Das Ehepaar hatte 18 Kindern, wobei neun davon vor dem Tod der Eltern starben.
1639 kam er auf eine Schule in Weimar und ging im Jahr darauf auf die Klosterschule in Donndorf. Hier wurde er, wie bereits auch in Weimar, in Kost und Ausstattung finanziell unterstützt. Heinrich von Werthern nahm sich seiner an. So wurde er auch durch von Werthern 1642 nach Hessen geschickt und blieb dort für vier Jahre. Anschließend ging er in die Niederlande und war hier für ein Jahr Pikenier. Bereits 1647 kehrte er aus finanzieller Not nach Dresden zurück. Er konnte die Gunst eines Grafen erlangen und wurde Gemeiner Reiter in seinem Regiment. 1649 ging er mit dem Regiment in die spanischen Niederlande und erhielt hier seine Ernennung zum Kornett. Er wurde von den Franzosen gefangen genommen und kam für 23 Wochen in ein Gefängnis. Wolf von Witzleben kehrte im Sommer 1653 nach Deutschland zurück und erhielt Wolmirstedt und Wartenberg als Lehen.
Als einer der Erbadministratoren der Klosterschule Roßleben konnte er nach dem Dreißigjährigen Krieg 1675 die Schule wieder eröffnen. Die Erbaministration hatte er erst gemeinsam mit seinen beiden Brüdern Philipp Heinrich und Hartmann Ludwig ausgeführt. Von 1682 bis zu seinem Tode 1684 dann alleine. Nach seinem Tode übernahmen dessen Söhne bis 1686 unter der Vormundschaft der Mutter dieses Amt.
Am 25. November 1662 heiratete er in Wolmirstedt Katharina Lucia von Seebach aus dem Hause Oppershausen (1645–1690). Aus der Ehe ging der Sohn Hartmann Ludwig von Witzleben (1676–1735) hervor, dessen Sohn Friedrich Wilhelm von Witzleben war.